# Edifici de la Caixa (Sant Joan de les Abadesses)
L'Edifici de la Caixa de Pnesions és una obra del monumentalisme academicista de Sant Joan de les Abadesses (Ripollès) inclosa a l'Inventari del Patrimoni Arquitectònic de Catalunya.

## Descripció
Edifici de planta baixa i dos pisos, de fàbrica tradicional, de tres façanes amb la principal orientada a migdia. Destaca la sèrie d'esgrafiats d'estil renaixentista i neoclàssic, que decoren les tres façanes. També són remarcables els dos frescos a l'interior de l'edifici, pintats per De Casas el 1963.